# Камбуз

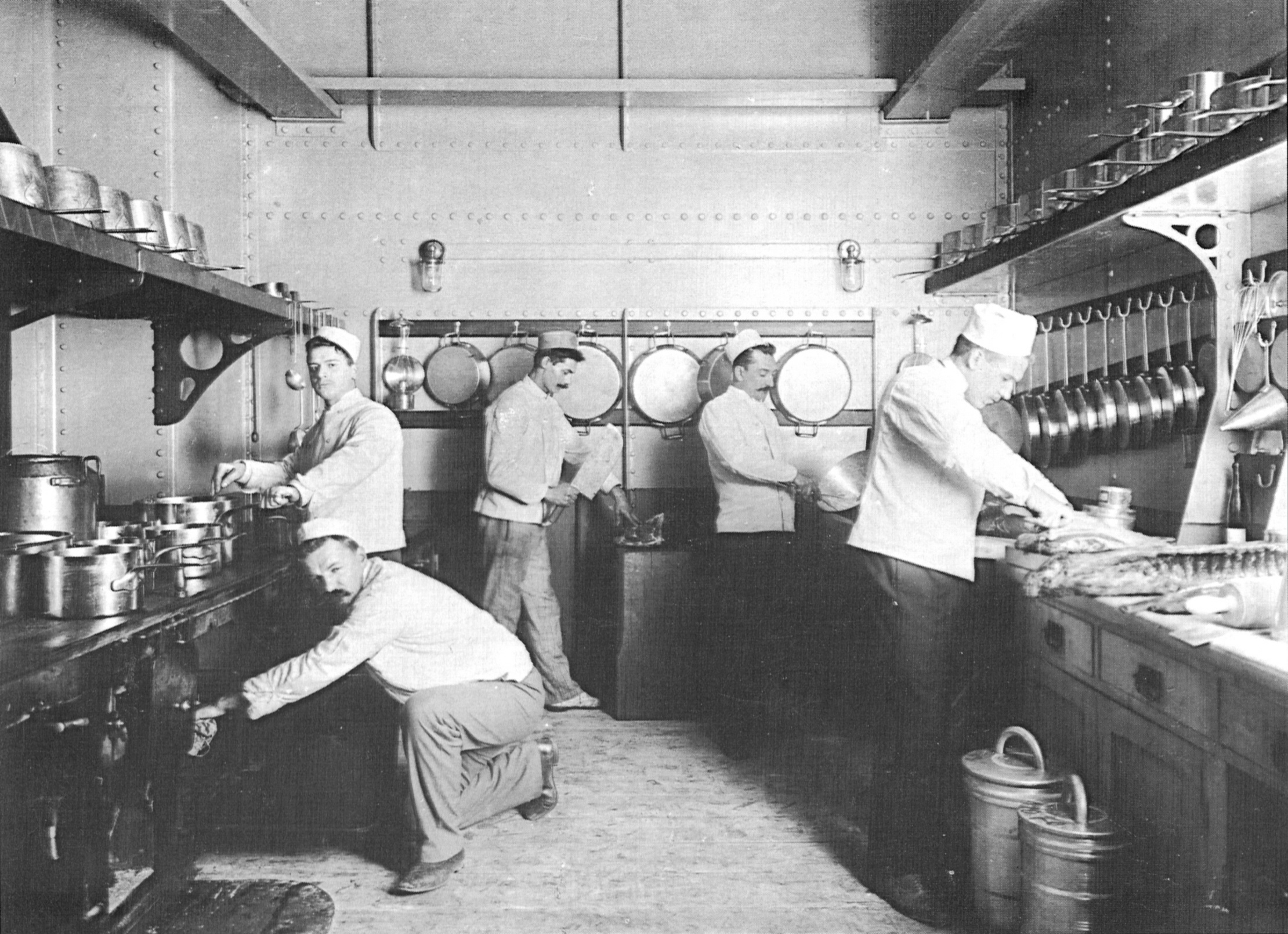
Камбуз на кораблі «Африка» (1900-ті)

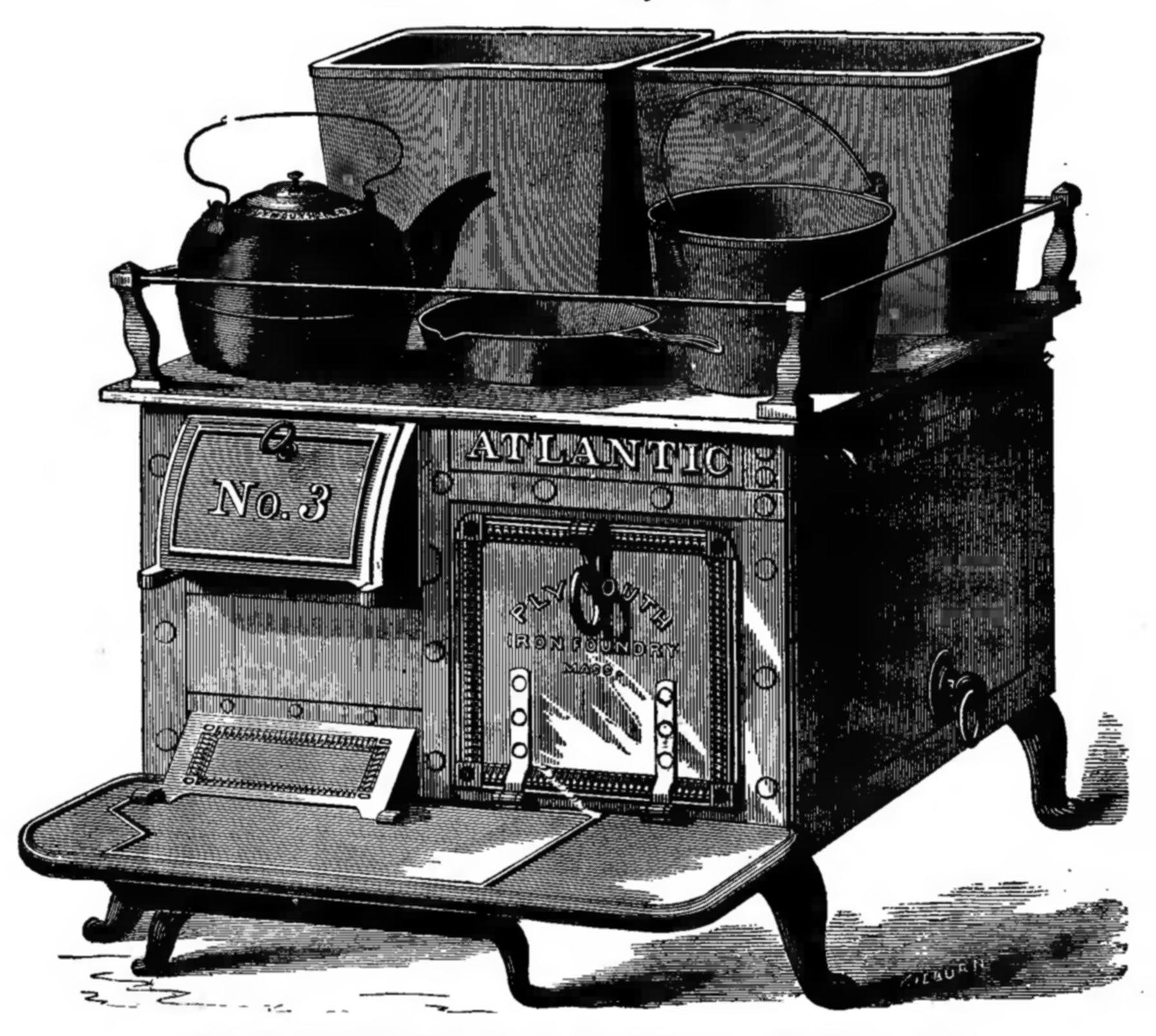
Камбуз — піч на кораблі.

Ка́мбуз (від нід. kombuis) — приміщення на кораблі, пристосоване та призначене для приготування їжі (кухня). На кораблі камбузом також називається чавунна або залізна піч із казаном.
Первісно камбуз являв собою стаціонарну або переносну піч (саме приміщення називалося просто «кухнею»). З міркувань протипожежної безпеки її розміщали в рундуку, обмазаному зсередини глиною або викладеному цеглою. На вітрильних суднах камбуз розміщався в носовій частині (на лінійних кораблях і фрегатах — на опер-деку, на малих суднах — на нижній палубі, а на торгових суднах — на верхній). Вільям Фальконер у свому «Універсальному морському словнику» (A Universal Dictionary of the Marine) пише, що камбуз на торгових суднах розташовувався в передній частині шканців.
В англійській мові словом caboose (запозиченим з нідерландської) зараз називають невелику відкриту кухню (піч), розташовану на палубі; у той час як корабельна кухня називається galley. Спочатку caboose означав маленьку кухню на торговому судні (у Канаді — також на лісосплавному плоті), а galley — на військовому кораблі. На початку XIX століття термін caboose вживали щодо невеликої плити, розташованої як у камбузі, так і на палубі.

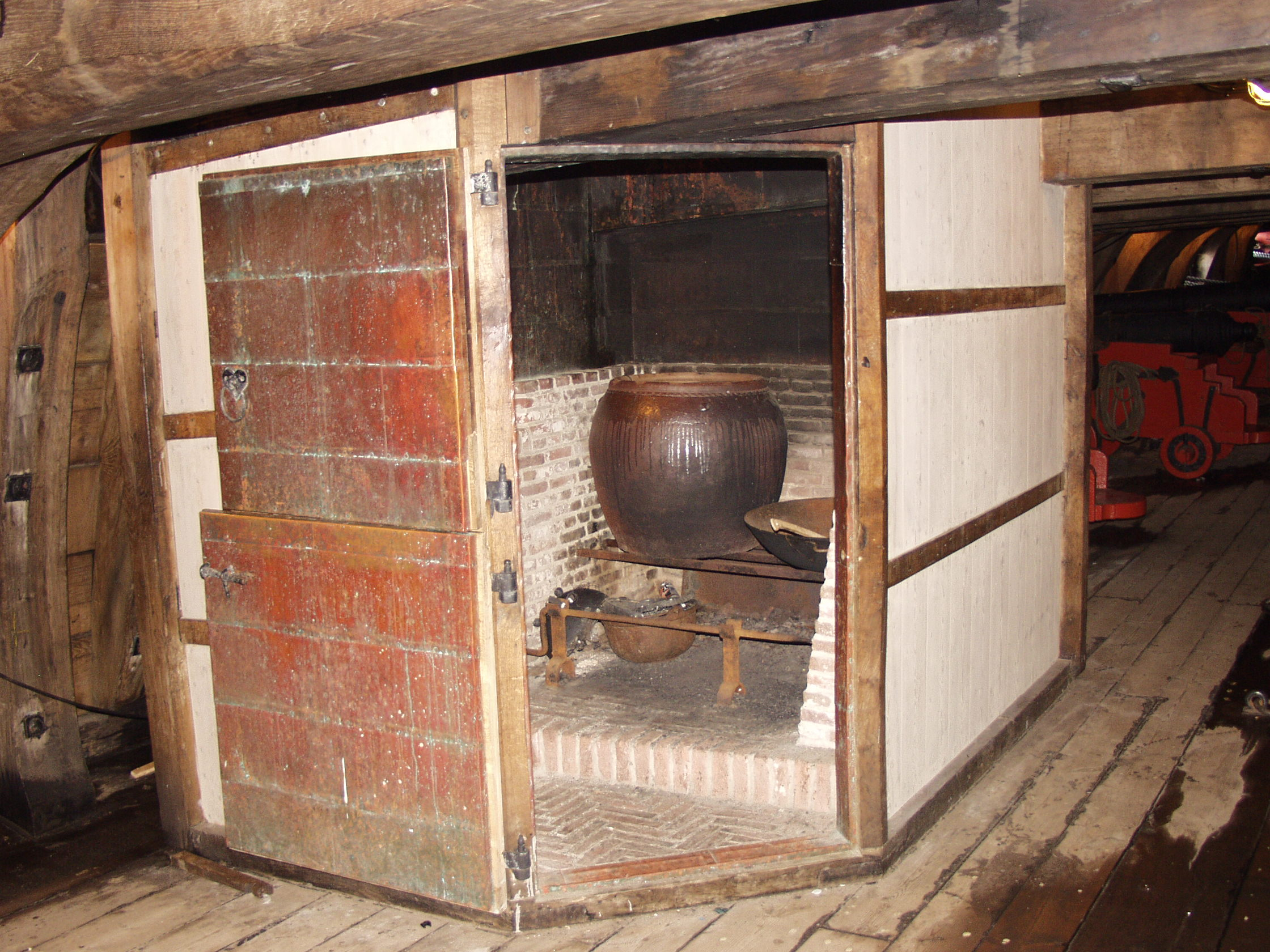
Камбуз сучасної реконструкції корабля «Батавія»
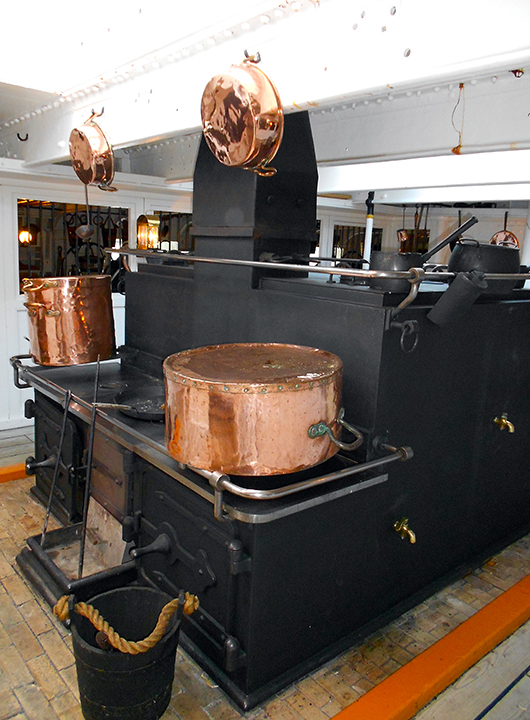
Камбуз фрегата «Ворріор»
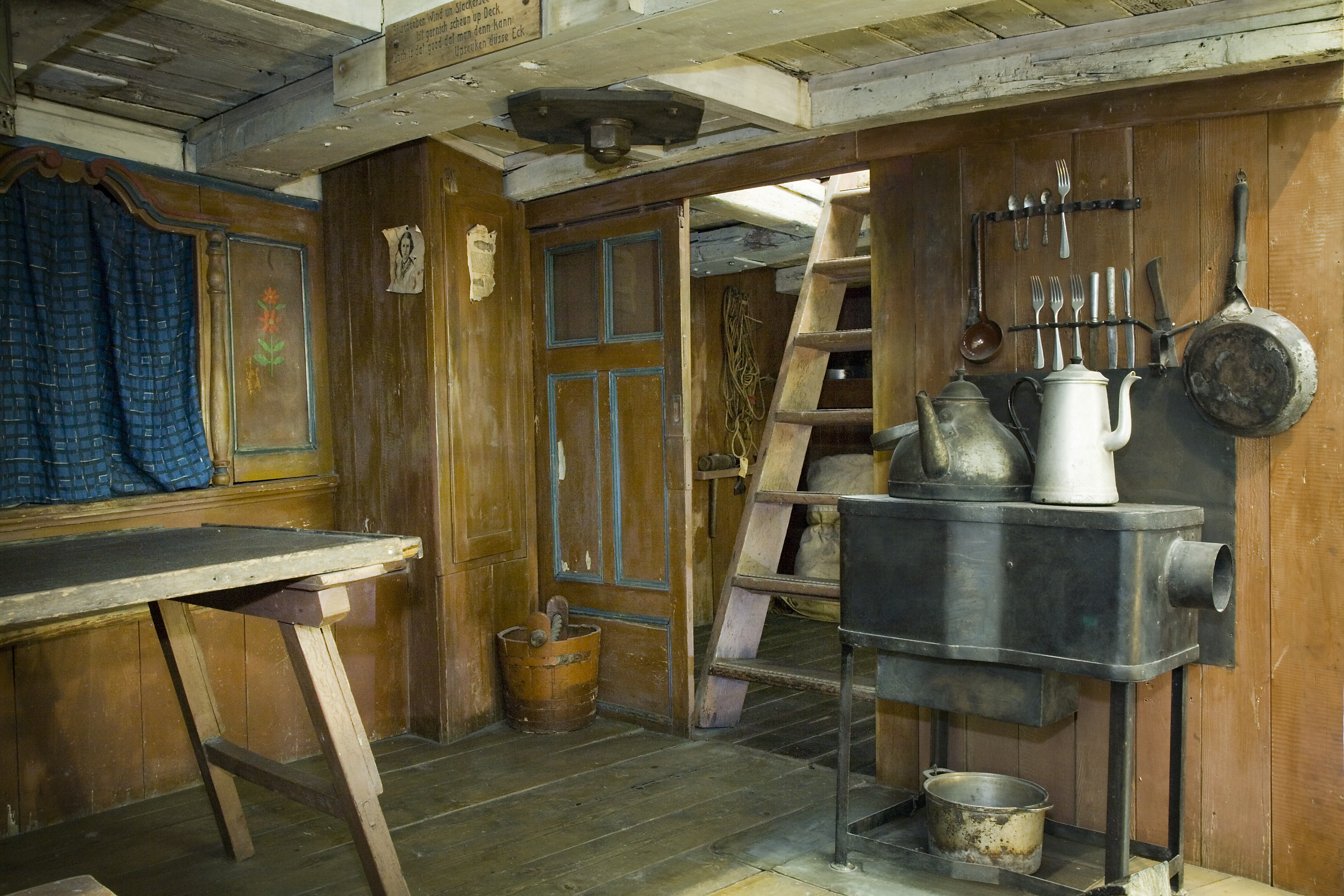
Камбуз шхуни «Марія»